# سیمین‌ماهیان جنوبی
سیمین‌ماهیان جنوبی (نام علمی: Retropinnidae) نام یک تیره از راسته سیمین‌ماهی‌سانان است.